# Bradysia henana
Bradysia henana är en tvåvingeart som beskrevs av Yang, Zhang och Yang 1998. Bradysia henana ingår i släktet Bradysia och familjen sorgmyggor. Inga underarter finns listade i Catalogue of Life.